# Fantosmia
La fantosmia consiste nella percezione di un odore per il quale, nell'ambiente circostante, non è presente alcuna molecola. Viene comunemente indicata come allucinazione olfattiva e può essere causata da disfunzioni del sistema nervoso o essere sintomo di un tumore cerebrale sviluppato sulla corteccia olfattiva o una malattia psichiatrica come la schizofrenia. In genere si presenta dopo un trauma cranico o dopo un'infezione. In genere gli odori percepiti sono di tipo sgradevole, ma non mancano casi in cui l'odore viene percepito come gradevole. Ad oggi le sue cause non sono del tutto chiarite.
La fantosmia viene quindi classificata come patologia dell'olfatto di tipo qualitativo, in quanto si presenta come una classificazione erronea degli odori dell'ambiente circostante. Si distingue dalla parosmia (identificazione errata dell'odore) e, soprattutto, dalla cacosmia (percezione degli odori ripugnanti) con le quali viene spesso confusa. Non è neppure da confondere con la iperosmia, in quanto quest'ultima indica un'eccessiva percezione di un odore presente magari in misura infinitesimale, mentre la fantosmia indica la percezione di un odore non presente.

## COVID-19 e parosmia
Alcuni giornali hanno stimato in base alle autodichiarazioni degli utenti sui social che Il 7% dei malati di COVID-19 ha avuto sintomi associabili alla parosmia, come caffè con odore di benzina o carne fresca con odore di carne putrefatta .